# Ipsimorpha striatopunctata
Ipsimorpha striatopunctata is een keversoort uit de familie platsnuitkevers (Salpingidae). De wetenschappelijke naam van de soort werd in 1873 gepubliceerd door Edmund Reitter.